# Juventude FA
Juventude F.A. é uma equipe gaúcha de futebol americano, da cidade de Caxias do Sul. Originalmente era chamada de Juventude Gladiators, porém teve seu nome alterado em 2014 para Juventude FA.

Atualmente, e equipe disputa o Campeonato Gaúcho de Futebol Americano e também o Campeonato Brasileiro de Futebol Americano.

## História
A equipe vêm competindo no Campeonato Brasileiro desde 2013, quando tinha o nome de Torneio Touchdown e era formulado de forma diferente, e continua participando até então, após a reformulação da competição de 2015 para 2016. Em 2015, a equipe sagrou-se campeã do Campeonato Gaúcho de Futebol Americano, cujo troféu encontra-se exposto junto aos demais títulos do Esporte Clube Juventude no Estádio Alfredo Jaconi em Caxias do Sul. Em 2016 chegou novamente à final da mesma competição, participando do maior evento do esporte em números de público até então realizado no Rio Grande do Sul, o Gigante Bowl, no qual ficou com o vice-campeonato.

## Estatísticas e Participações
Participações da equipe em competições oficiais.
|      | Brasil                                     | Brasil                                     | Brasil                                     | Brasil                                     | Brasil                                     | Brasil                                     | Brasil                                     | Brasil                                     | Rio Grande do Sul                      | Rio Grande do Sul                      | Rio Grande do Sul                      | Rio Grande do Sul                      | Rio Grande do Sul                      | Rio Grande do Sul                      | Rio Grande do Sul                      | Rio Grande do Sul                      |
| Ano  | Torneio Touchdown                          | Torneio Touchdown                          | Torneio Touchdown                          | Torneio Touchdown                          | Torneio Touchdown                          | Torneio Touchdown                          | Torneio Touchdown                          | Torneio Touchdown                          | Campeonato Gaúcho de Futebol Americano | Campeonato Gaúcho de Futebol Americano | Campeonato Gaúcho de Futebol Americano | Campeonato Gaúcho de Futebol Americano | Campeonato Gaúcho de Futebol Americano | Campeonato Gaúcho de Futebol Americano | Campeonato Gaúcho de Futebol Americano | Campeonato Gaúcho de Futebol Americano |
| —    | V                                          | D                                          | E                                          | PCT                                        | PF                                         | PS                                         | SP                                         | Colocação Final                            | V                                      | D                                      | E                                      | PCT                                    | PF                                     | PS                                     | SP                                     | Colocação Final                        |
| 2013 | 2                                          | 5                                          | 0                                          | .286                                       | 53                                         | 209                                        | -156                                       | -                                          | Não disputou                           | Não disputou                           | Não disputou                           | Não disputou                           | Não disputou                           | Não disputou                           | Não disputou                           | Não disputou                           |
| 2014 | 0                                          | 7                                          | 0                                          | 0                                          | 40                                         | 261                                        | -221                                       | -                                          | Não disputou                           | Não disputou                           | Não disputou                           | Não disputou                           | Não disputou                           | Não disputou                           | Não disputou                           | Não disputou                           |
| 2015 | 3                                          | 4                                          | 0                                          | .429                                       | 160                                        | 201                                        | -41                                        | -                                          | 3                                      | 0                                      | 0                                      | 1.000                                  | 71                                     | 23                                     | 48                                     | Campeão                                |
| Ano  | Campeonato Brasileiro de Futebol Americano | Campeonato Brasileiro de Futebol Americano | Campeonato Brasileiro de Futebol Americano | Campeonato Brasileiro de Futebol Americano | Campeonato Brasileiro de Futebol Americano | Campeonato Brasileiro de Futebol Americano | Campeonato Brasileiro de Futebol Americano | Campeonato Brasileiro de Futebol Americano | Campeonato Gaúcho de Futebol Americano | Campeonato Gaúcho de Futebol Americano | Campeonato Gaúcho de Futebol Americano | Campeonato Gaúcho de Futebol Americano | Campeonato Gaúcho de Futebol Americano | Campeonato Gaúcho de Futebol Americano | Campeonato Gaúcho de Futebol Americano | Campeonato Gaúcho de Futebol Americano |
| 2016 | 2                                          | 4                                          | 0                                          | .333                                       | 37                                         | 109                                        | -72                                        | -                                          | 5                                      | 1                                      | 0                                      | .833                                   | 166                                    | 30                                     | 136                                    | Vice-Campeão                           |
| 2017 | 1                                          | 5                                          | 0                                          | .167                                       | 37                                         | 158                                        | -121                                       | -                                          | 6                                      | 1                                      | 0                                      | .857                                   | 257                                    | 58                                     | 199                                    | Vice-Campeão                           |
| 2018 | 0                                          | 6                                          | 0                                          | .000                                       | 0                                          | 225                                        | -225                                       | -                                          | 1                                      | 1                                      | 0                                      | .500                                   | 40                                     | 28                                     | 12                                     | Semifinalista                          |
| 2019 |                                            |                                            |                                            |                                            |                                            |                                            |                                            |                                            | 1                                      | 2                                      | 0                                      | .333                                   | 30                                     | 73                                     | -43                                    | 1ª Fase                                |